# Sigmund von Erlach

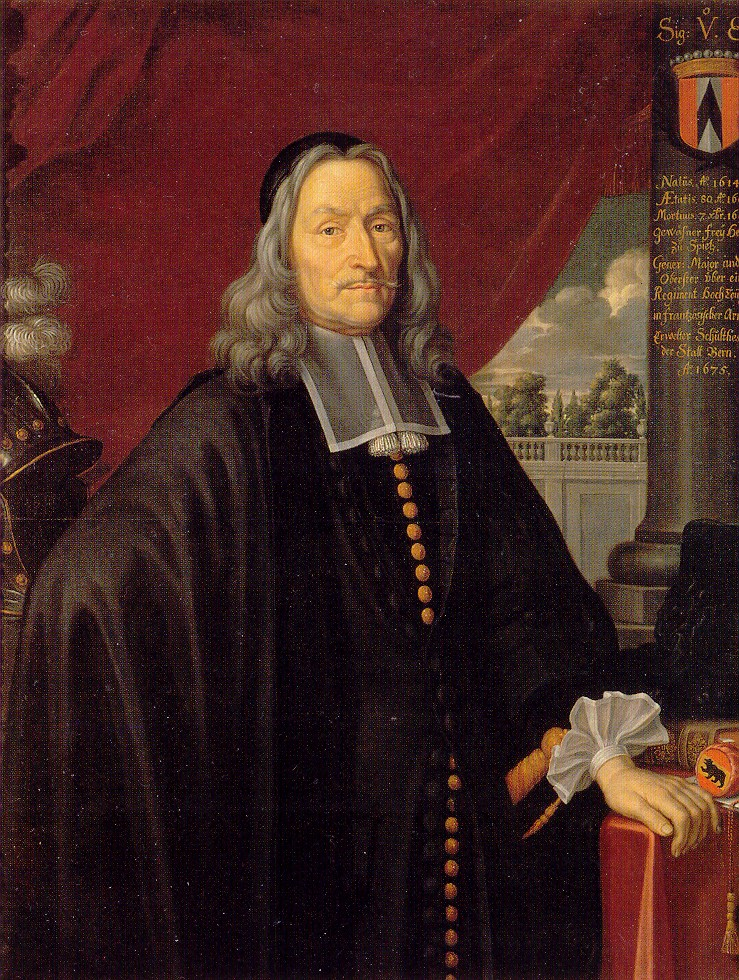
Sigmund von Erlach als Schultheiss von Bern, Gemälde von Johannes Dünz (1694)

Feldzüge im Bauernkrieg

Sigmund von Erlach (* 3. Oktober 1614 in Bern; † 7. Dezember 1699 ebenda) war ein General in der Alten Eidgenossenschaft.
Er entstammte dem Berner Uradelsgeschlecht von Erlach. Er kämpfte unter seinem Onkel Johann Ludwig von Erlach im Dienst Bernhards von Sachsen-Weimar und Frankreichs im Dreissigjährigen Krieg, wurde 1645 Mitglied des bernischen Grossen Rats und 1652 des Kleinen Rats. 1653 war er General des bernischen Heeres im Schweizer Bauernkrieg und wiederum 1656 im Ersten Villmergerkrieg. 1667 wurde er Venner und 1671 Salzdirektor. 1673 war er Mitglied einer schweizerischen Abordnung nach Rappoltsweiler im Elsass zu Ludwigs XIV. von Frankreich und wurde 1675 zum Schultheissen von Bern gewählt. Mit Unterbrüchen übte er dieses Amt aus, bis er darin starb.
Sigmund von Erlach starb als Freiherr zu Spiez sehr reich, aber kinderlos; die Devise seines Epitaphs in der Schlosskirche Spiez lautet: „nasci – laborare – mori“ („geboren werden – arbeiten – sterben“).